# Viacamp y Litera
Viacamp y Litera (Viacamp i Lliterà en catalán ribagorzano) es un municipio español de la provincia de Huesca perteneciente a la comarca de Ribagorza, comunidad autónoma de Aragón.

## Geografía

### Núcleos de población
- Viacamp (capital)
- Litera
- Chiriveta (deshabitado)
- Estall (deshabitado)
- Fet (deshabitado)
- Finestras (deshabitado)
- Monfalcó (deshabitado)
- Mongay (deshabitado)

### Entorno
Dentro del término se encuentra la sierra del Montsec de l'Estall, la parte aragonesa del desfiladero de Monrebey y la del pantano de Canelles.

## Demografía
Viacamp y Litera cuenta con una población de 41 habitantes (INE 2024).
| Gráfica de evolución demográfica de Viacamp y Litera entre 1857 y 2021 |
| |
| Población de derecho según los censos de población del INE Población de hecho según los censos de población del INEEntre el censo de 1857 y el anterior, crece el término del municipio porque incorpora a 225080 (Chiriveta) y 225253 (El Tall y Lacesulla) Entre el censo de 1970 y el anterior, crece el término del municipio porque incorpora a 22570 (Fet) Entre el censo de 1857 y el anterior, aparece este municipio porque se fusionan los municipios 225157 (Litera) y 225263 (Viacamp) |

## Administración y política
| Período   | Alcalde                   | Partido |  |
| --------- | ------------------------- | ------- |  |
| 1979-1983 | Antonio Piqué Bosque      | UCD     |  |
| ...       |                           |         |  |
| 2007-2011 | Alfredo Pociello Colomina | PSOE    |  |
| 2011-2015 | Alfredo Pociello Colomina | PSOE    |  |
| 2015-2019 | Alfredo Pociello Colomina | PSOE    |  |

| Partido político    | Partido político                                   | 2003   | 2007   | 2011   | 2015   |
| Partido político    | Partido político                                   | Ediles | Ediles | Ediles | Ediles |
|                     | Partido de los Socialistas de Aragón (PSOE-Aragón) | 1      | 1      | 1      | 3      |
|                     | Partido Aragonés (PAR)                             | —      | —      | 0      | —      |
|                     | Partido Popular de Aragón (PP)                     | —      | —      | 0      | —      |
|                     | Chunta Aragonesista (CHA)                          | —      | 0      | —      | —      |
| Total de concejales | Total de concejales                                | 1      | 1      | 1      | 3      |

## Patrimonio

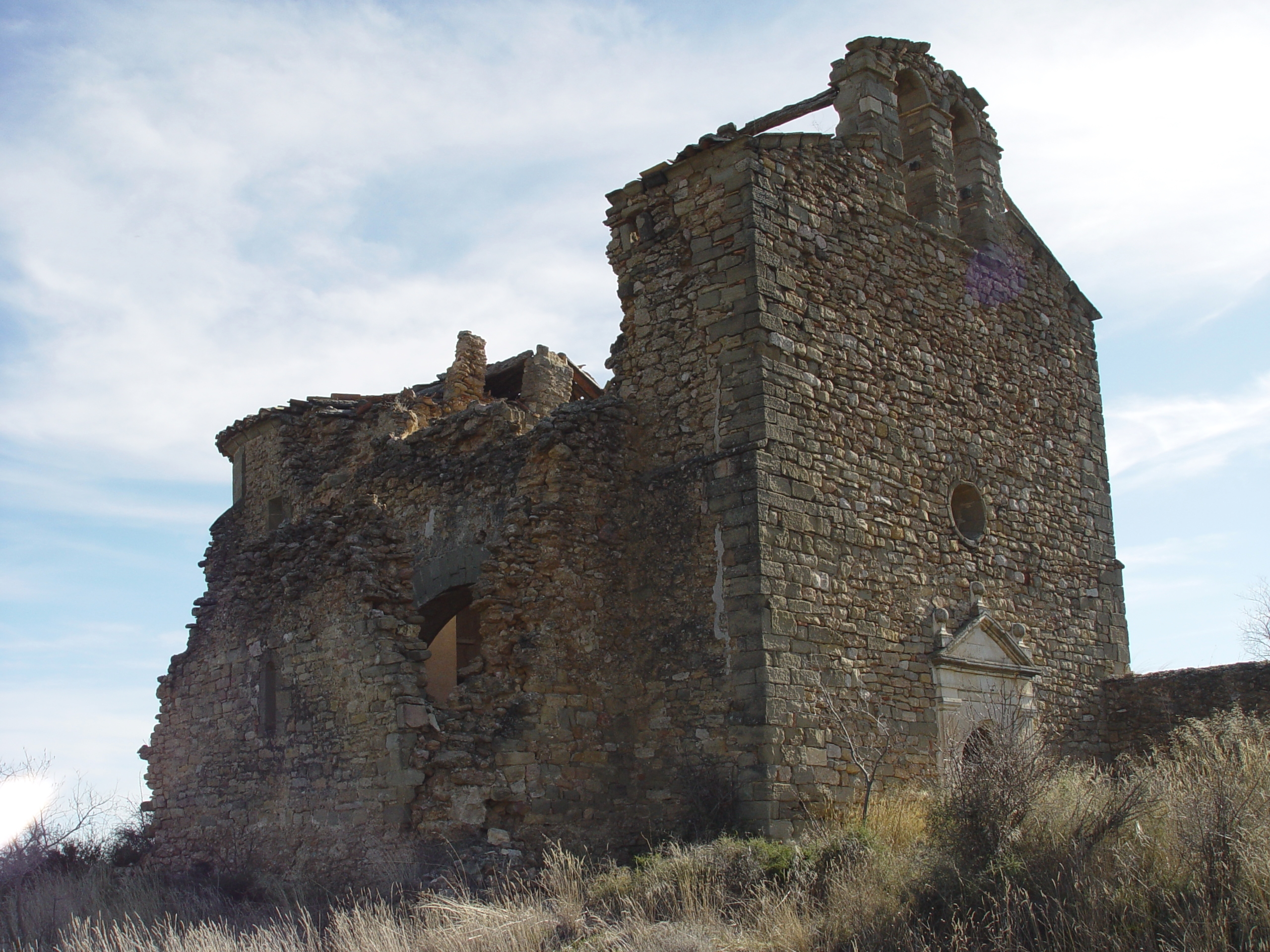
Iglesia de San Miguel, en Fet

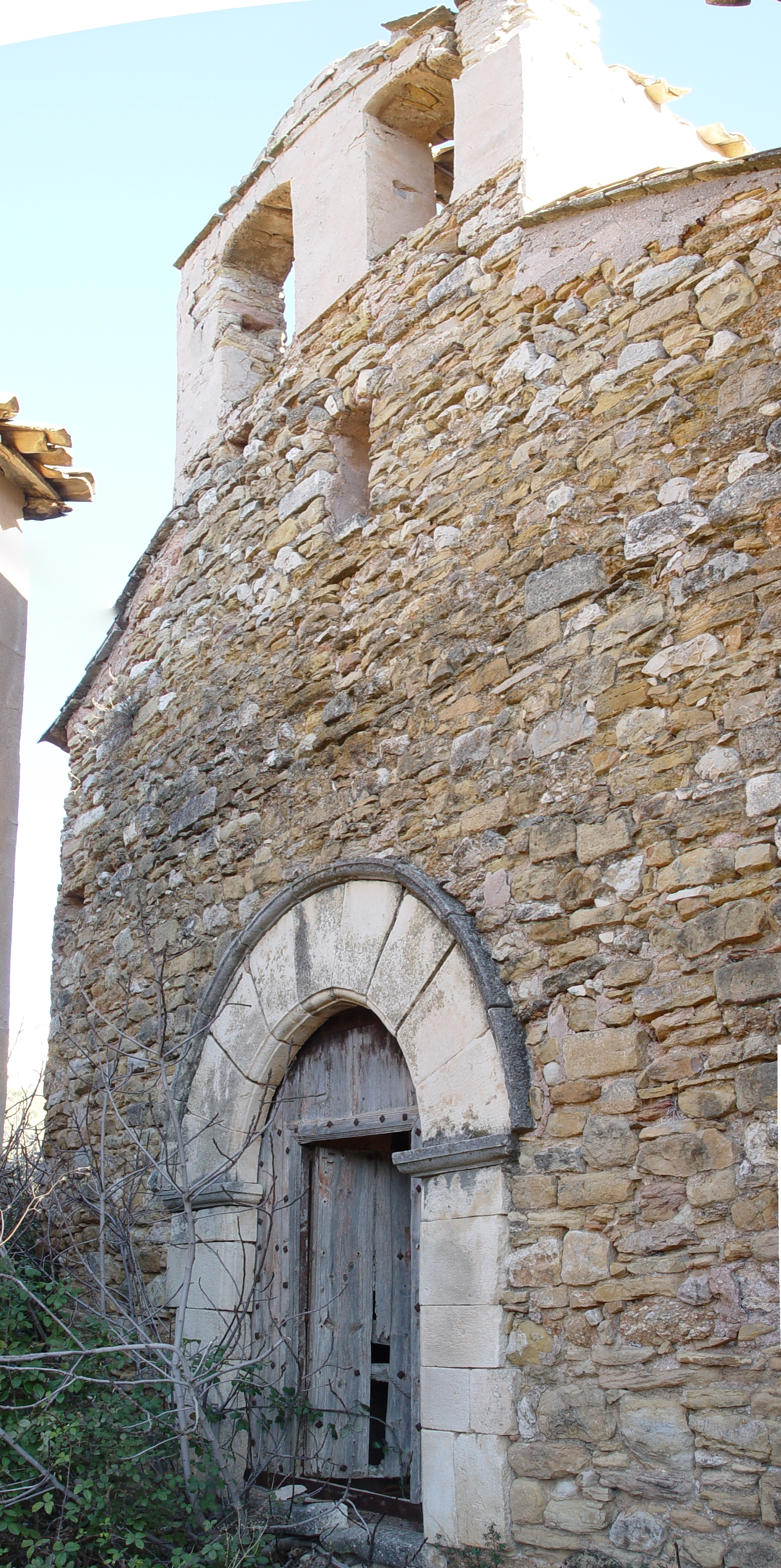
Iglesia de Santa María, en Estall

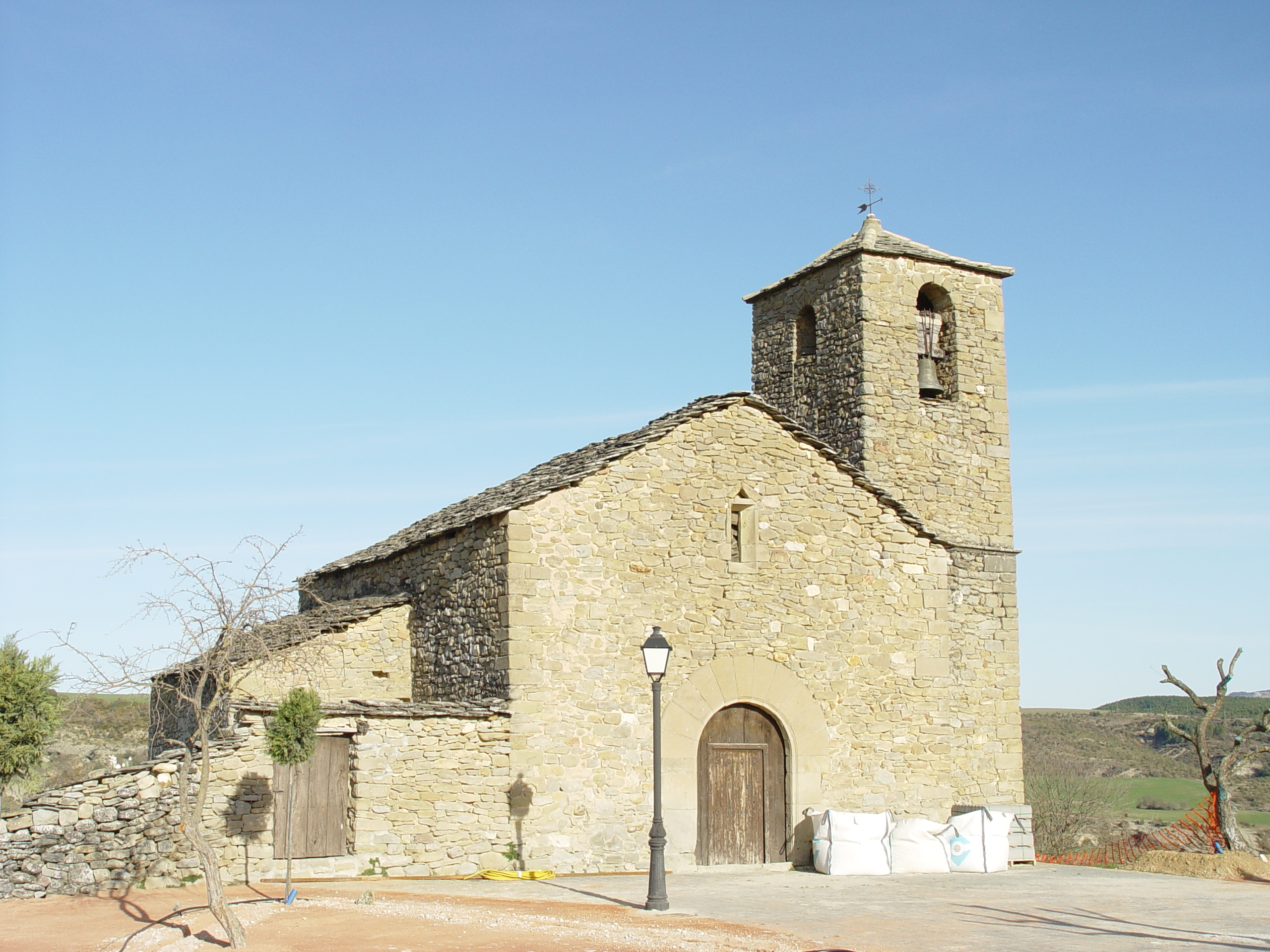
Iglesia de la Asunción, en Litera

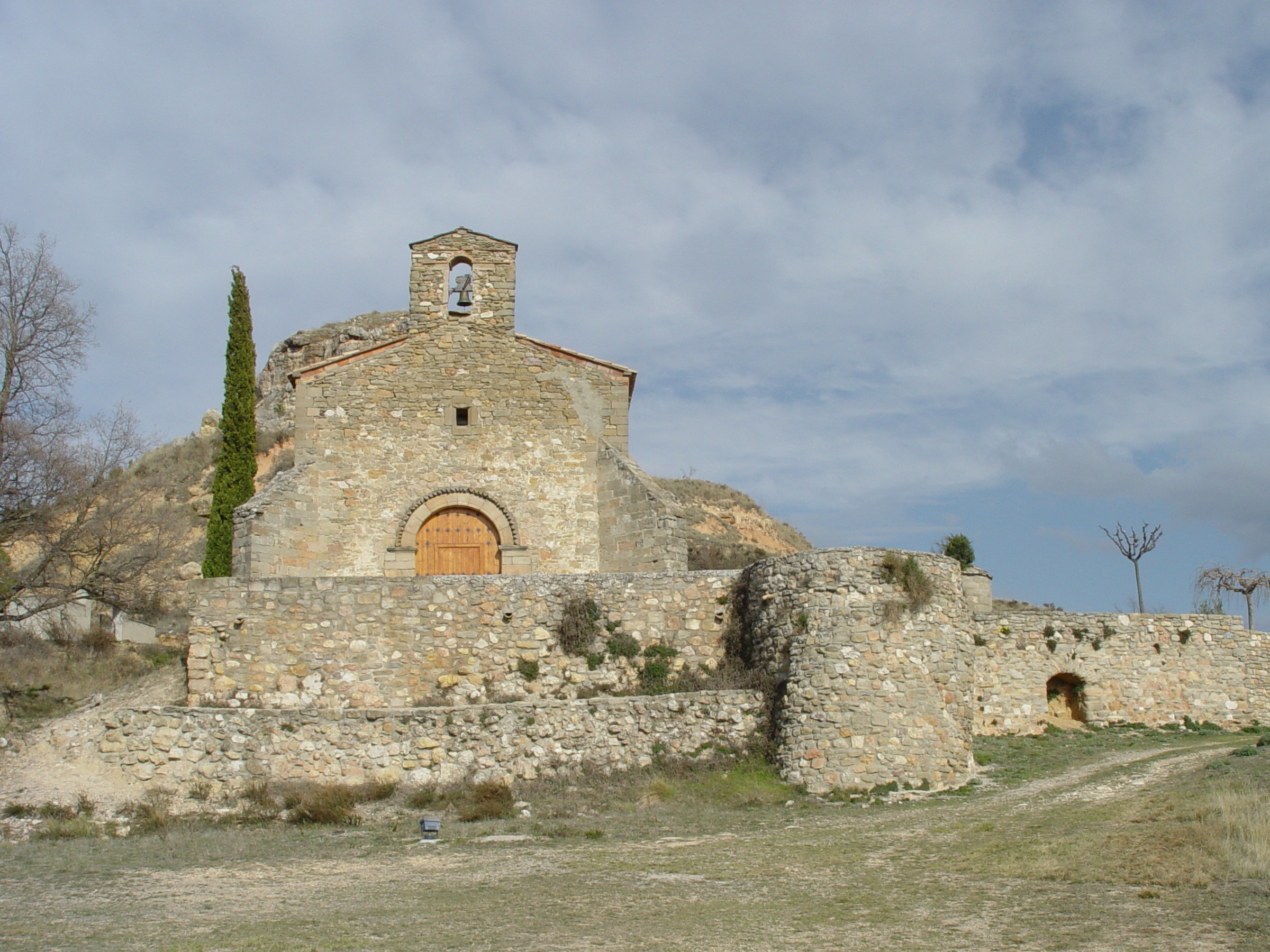
Ermita de la Virgen de Obac, en Viacamp

- Iglesia de Nuestra Señora del Congost o Nuestra Señora del Congost, en estilo románico.
- Castillo de Chiriveta.
- Ermita vieja de Nuestra Señora del Congost o Nuestra Señora del Congost Vieja, en estilo románico.
- Castillo de Viacamp